# Паметник на екипажа на атомната подводница „Курск“
Мемориалът на екипажа на атомната подводница „Курск“ (на руски: Мемориал экипажу атомного подводного крейсера „Курск“) е паметник, издигнат в Москва след катастрофата на 12 август 2000 г., когато руската подводница К-141 „Курск“ потъва по време на военни учения. Всички 118 души на борда загиват.

## История на строителството
Мемориалът е издигнат в съответствие с Указ на президента на Руската федерация № 1577 за увековечаване на паметта на екипажа на атомния подводен крайцер „Курск“, подписан на 26 август 2000 г. Паметникът е изработен от бронз, автори на произведението са скулпторът Лев Ефимович Кербел и архитектът Игор Николаевич Воскресенски. Скиците на паметника са готови през 2001 г., но има трудности при отпускането на необходимите средства за създаването – 50 хиляди долара: 20 хиляди за изработка на миниатюри и 30 хиляди за отливане на паметника в пълен размер.
Откриването на паметника се състои на 12 август 2002 г., в деня на втората годишнина от гибелта на кораба.

## Описание монумента
Паметникът с височина 4,5 метра се нарича „Скърбящият моряк“, монтиран е на улица „Съветска армия“, вдясно от входа на Централния музей на въоръжените сили, метростанция „Достоевская “. Паметникът представлява фигура на моряк с шапка без козирка в лявата ръка, обърнат наполовина, гледащ надясно. Зад моряка, плаваща отдясно, е подводница, която се насочва към гмуркане, чиито очертания, въпреки стилизацията, са подобни на външния вид на изгубения кораб. Паметникът стои върху основа, направена под формата на стилизирано Андреевско знаме.
На пиедестала на паметника е надписът
| „ | В памет на екипажа на атомния подводен крайцер „Курск“, загинал при изпълнение на учебно-бойна задача. | “ |